# Овінець (Ленінградська область)
Овінець (рос. Овинец) — присілок Бокситогорського району Ленінградської області Росії. Входить до складу Борського сільського поселення.
Населення — 9 осіб (2012 рік). 